# Teoría de la evolución de la asimetría
La teoría de la evolución de la asimetría por V. Geodakian (TEA), la teoría de la evolución de la asimetría fue propuesto en 1993 por Vigen A. Geodakian. En primer lugar el artículo relativo a la asimetría del cerebro y las diferencias psicológicas entre los sexos se publicó en 1986. La teoría proporciona una explicación de la asimetría del cerebro, así como las manos, y otros órganos en los animales.
Así como teoría de la evolución del sexo y los cromosomas sexuales, la teoría de la asimetría se basa en el principio de los subsistemas de conjugados que evolucionan de forma asincrónica. Hemisferio izquierdo del cerebro se considera un subsistema operativo (similar a los hombres), mientras que el hemisferio derecho, un conservador (similares a las hembras). La evolución de los machos precede a la evolución de las hembras. Del mismo modo, la evolución del hemisferio izquierdo del cerebro precede a la evolución de la derecha. Este cambio de tiempo crea una asimetría, el dimorfismo sexual de la población y el dimorfismo lateral para el cerebro. Las nuevas características de la filogenia aparecen por primera vez en el genotipo masculino, y luego se transfiere a la hembra, y sus centros de gestión (el dominio) aparecen por primera vez en el hemisferio izquierdo, y luego se trasladó a la derecha. Un criterio para la localización de las funciones de los hemisferios es su edad evolutiva. Funciones de jóvenes están controlados por el hemisferio izquierdo, y los de los antiguos del hemisferio derecho. La teoría nos permite establecer la asimetría del cerebro, los brazos y los otros órganos pares del sexo, la ontogenia y la filogenia y éxito para explicar algunos de los más conocidos y predecir nuevos hechos. La teoría nos permite comprender las bases biológicas del terrorismo y es prácticamente la única teoría biológica en este campo.
Desde 1993 ha publicado más de 20 trabajos sobre la teoría de la asimetría, se hicieron en muchos locales y congresos internacionales, conferencias y simposios. La teoría se incluyó en los libros de texto, y programas de estudio de la universidad. Estaba cubierto en más de periódicos y revistas de Rusia y programas de televisión rusos.
La teoría vincula a tres fenómenos fundamentales evolución, el sexo y lateralidad. Se afirma que dimorfismos sexuales y laterales deben correlacionarse entre sí y con la dirección evolución. La teoría proporciona una base común para la explicación de diversos fenómenos. Por ejemplo, la alta prevalencia de zurdos en los gemelos y los individuos con bajo peso al nacer puede ser explicado por la hipoxia fisiológica. La fuerte correlación entre el uso de las manos izquierda y el sexo (cinco veces el exceso de hombres entre los zurdos, dislexia, tartamudeo, estrábico, y otras personas cuyas anomalías están relacionadas con la asimetría cerebral) puede ser explicado por la mayor sensibilidad de los hombres en comparación con las mujeres. Las altas proporciones de individuos diestros la izquierda y los hombres entre las personas prominentes y los genios, así como entre los imbéciles, puede explicarse por el hecho de que la variación fenotípica en individuos diestros la izquierda es más ancha que en los diestros, de la misma, ya que es más amplio en hombres que en mujeres.

## Los enunciados básicos
Se puede concluir que asimetrización no es un fenómeno exclusivamente humano, sino un fenómeno evolutivo general inherente a todos los sistemas vivos. La evolución de cualquier estructura va de la simetría a la asimetría. La tendencia a la asimetría se puede seguir en la filogenia de las flores y las hojas de las plantas y también en la embriogénesis de los vertebrados. La asimetría de los organismos en la filogenia crece en los tres ejes (I - dorso-ventral (espalda - vientre), II - antero-posterior (nariz - cola), III - y mediolateral (a la izquierda - Derecha) en inglés: V. Beklemishev (1964) distingue tres tipos de simetría (esférica, radial y bilateral) y los dispuso en orden evolutivo. Forth tipo de asimetría triaxial (AAA) que le asignó a un organismo primitivo (ameba) y se coloca al principio de la matriz. V. Geodakian cree que la matriz debe comenzar con el tipo más antiguo de simetría esférica y al final con el tipo de evolución más progresista de triaxial asimetría (falta de simetría en los tres ejes).
Asimetrización a lo largo del "de arriba - abajo" eje se produjo bajo la influencia de la gravedad. Asimetrización a lo largo del "frente - atrás" se produjo el eje debido a la interacción con el espacio, cuando el movimiento rápido se requiere (para escapar de los depredadores, o para perseguir a una oración). Como resultado, los receptors principales y el cerebro se mueve a la parte delantera del cuerpo. 
Asimetrización lo largo de la "izquierda-derecha" eje se producen en escala de tiempo filogenético, es decir, uno de los lados (órgano) es más avanzados evolutivamente, y puede ser visto como la "vanguardia" (por así decirlo, ya en el futuro), y otro es una "retaguardia" (todavía en el pasado).
Los organismos de la asimetría triaxial mantener dos asimetrías anteriores. Asimetría lateral aparece sobre un fondo de los anteriores («back-vientre" de una medusa, y "la nariz-cola 'de la zarigüeya), por lo que debe transmitirse de adelante hacia atrás. Asimetrización lateral va desde "abajo hacia arriba" (la función → de órganos → organismo → de la población).

## La evolución y la deriva de las nuevas características
Durante la transición de la esférica a asimetrización simetría radial se produce sólo en uno de los ejes: "bottom - up.” En la posterior transición a la simetría bilateral, añade otro de los ejes: "vuelta – delante." Asimetrización lateral añade un tercer eje: "izquierda – derecha." A partir del análisis de los datos publicados V. Geodakyan considera el extremo inferior, la espalda, y el hemisferio derecho el lado izquierdo del cuerpo a los subsistemas conservadores. Por lo tanto, la nueva información procedente del entorno a los subsistemas operativos (el extremo superior, la parte frontal del cuerpo, el hemisferio izquierdo y el lado derecho del cuerpo) fluye de arriba abajo, de adelante hacia atrás y desde la izquierda a la derecha del cerebro (y del lado derecho al lado izquierdo del cuerpo). El nuevo carácter aparece en el extremo operativo, y si no se necesita allí, se desplaza en la filogenia al extremo conservador.
En una lineal (un eje de asimetría) organismo, hydra, orientado a lo largo del campo gravitatorio, la asimetrización está dirigida verticalmente desde el fondo hasta la parte superior, es decir, desde el fondo hasta la boca, rodeada por una corona de tentáculos. Boca es un extremo operativo, donde aparecen nuevas características. Si un nuevo carácter es un cerebro o el receptor, se mantiene en el extremo operativo. Todos los demás personajes de la filogenia debería derivar hacia el subsistema de conservador. Por lo tanto cuanto mayor es el carácter, el más cercano a la parte inferior que se encuentra.